# Runaways (canção de The Killers)
"Runaways" é uma canção da banda americana de rock The Killers. É o primeiro single do quarto álbum da banda Battle Born, que foi lançado em 18 de setembro de 2012.

## Lançamento
Em 2 de julho de 2012, lançou oficialmente a capa do single e a data de lançamento. Em 10 de julho, a canção estreou oficialmente na rádio KROQ (Estados Unidos) e na BBC Radio 1 (Reino Unido). Em 17 de julho, a canção foi liberada para download no iTunes, estreando no top 20 das paradas de músicas alternativas dos Estados Unidos na posição #17.
O clipe oficial da canção foi lançado em 26 de julho e foi dirigido pelo cineasta Warren Fu. O video de "Runaways" acabou recebendo uma nomeação por "Melhor Videoclipe" no Q Awards de 2012.

## Recepção da crítica
A canção foi bem recebida pelos críticos. Jon Dolan, da revista Rolling Stone, deu a canção três estrelas e disse: "o primeiro single do primeiro álbum do The Killers em quatro anos lembra um rock dos anos 80, até mesmo para suas proprias comparações. Um Vesúvio dos mitos de Springsteen jorrando, poderoso como Toto-Journey e o cantor Brandon Flowers’ compromisso inconfundível com o compromisso inconfundível."
Muitos criticos enfatizaram que a canção tem fortes influências de Bruce Springsteen, lembrando o tema dos hits de Thunder Road ou Born to Run. Barry Nicolson, da NME, elogiou a canção, descrevendo-a como um grande retorno e disse que "é bom saber que eles não estão de brincadeira. Quatro anos depois de “Day & Age” viu eles abordarem temas bem dançantes, o The Killers voltam as suas origens com este single e é melhor do que você esperava. E francamente, chega bem na hora. Veja, uma das grandes falácias da carreira do The Killers foi o seu álbum “Sam's Town” de 2006, que não foi o melhor trabalho deles. Se “Day & Age” foi uma reação estilística as críticas injustas feitas ao segundo álbum deles, então “Runaway” é o som deles reabraçando seu Springsteen" interior.
Nolan Feening, da Entertainment Weekly, foi muito receptivo a "Runaways" e comentou que a música "começa de forma gentil com um belo piano e não vem muito coisa, mas ai a coisa acelera mais rápido do que você consegue lembrar das letras de “Mr. Brightside”. Quatro minutos depois, você está num bom deserto do rock trazido graças a um quarteto de Vegas". Mark Richards, do site Stereoboard.com, ficou entusiasmado com o single E comentou que "“Runaways” é uma ótima canção que vai, sem dúvida, ser enterrada pelo tempo nas rádios como os clássicos de Will Smith dos anos 80".

## Paradas musicais
| Paradas (2012)                               | Melhor posição |
| -------------------------------------------- | -------------- |
| Alemanha (Media Control Charts)              | 44             |
| Austrália (ARIA Charts)                      | 67             |
| Bélgica (Ultratop 50 Flandres)               | 3              |
| Bélgica (Ultratop 40 Valônia)                | 19             |
| Canadá (Billboard Canadian Hot 100)          | 37             |
| Canadá (America's Music Charts)              | 9              |
| Espanha (PROMUSICAE)                         | 28             |
| Irlanda (Irish Singles Chart)                | 13             |
| México (Billboard International Airplay)     | 43             |
| Países Baixos (Single Top 100)               | 34             |
| Reino Unido (UK Singles Chart)               | 18             |
| Estados Unidos (Billboard Hot 100)           | 78             |
| Estados Unidos (Billboard Digital Songs)     | 34             |
| Estados Unidos (Billboard Rock Songs)        | 13             |
| Estados Unidos (Billboard Alternative Songs) | 7              |

## Lançamento
| Região         | Data                  | Formato          | Gravado         |
| -------------- | --------------------- | ---------------- | --------------- |
| Estados Unidos | 10 de julho de 2012   | Airplay (rádios) | Island Records  |
| Reino Unido    | 10 de julho de 2012   | Airplay (rádios) | Mercury Records |
| Itália         | 13 de julho de 2012   | Airplay (rádios) | Island Records  |
| Estados Unidos | 17 de julho de 2012   | Download digital | Island Records  |
| Itália         | 17 de julho de 2012   | Download digital | Island Records  |
| Reino Unido    | 7 de setembro de 2012 | Download digital | Mercury Records |